# Cricetulus longicaudatus
Espèce
Statut de conservation UICN

 LC  : Préoccupation mineure
Le hamster à longue queue (Cricetulus longicaudatus) est une espèce de rongeur de la famille des Cricetinae. Il est présent en Chine, au Kazakhstan et en Mongolie.